# Dasychira
Dasychira är ett släkte av fjärilar. Dasychira ingår i familjen tofsspinnare.

## Dottertaxa tillDasychira, i alfabetisk ordning[1]
- Dasychira abietis synonym till Calliteara abietis
- Dasychira achatina
- Dasychira acronictoides
- Dasychira acronycta
- Dasychira acronyctina
- Dasychira aeana
- Dasychira aenotata
- Dasychira aeschra
- Dasychira aethalodes
- Dasychira albacosta
- Dasychira albacostata
- Dasychira albescens
- Dasychira albiapex
- Dasychira albibasalis
- Dasychira albicostata
- Dasychira albilinea
- Dasychira albilunulata
- Dasychira albimaculata
- Dasychira albinotata
- Dasychira albiplaga
- Dasychira albodentata
- Dasychira alboschistacea
- Dasychira albosignata
- Dasychira albospargata
- Dasychira allotria
- Dasychira amata
- Dasychira ambahona
- Dasychira amydropa
- Dasychira anaha
- Dasychira anasses
- Dasychira andulo
- Dasychira angelus
- Dasychira angiana
- Dasychira anisozyga
- Dasychira anoista
- Dasychira anophoeta
- Dasychira antica
- Dasychira aphanes
- Dasychira aphanta
- Dasychira apicata
- Dasychira apoblepta
- Dasychira aprepes
- Dasychira arakawae
- Dasychira arctioides
- Dasychira argentea
- Dasychira argiloides
- Dasychira argyroides
- Dasychira aridela
- Dasychira aridensis
- Dasychira arizana
- Dasychira arnoldi-schultzei
- Dasychira astraphaea
- Dasychira atomaria
- Dasychira atomariana
- Dasychira atrifilata
- Dasychira atrivenosa
- Dasychira audeoudi
- Dasychira aurantiaca
- Dasychira aurantifascia
- Dasychira aureotincta
- Dasychira aurifera
- Dasychira aurivillii
- Dasychira axutha
- Dasychira azelota
- Dasychira bacchans
- Dasychira baibarana
- Dasychira basiflava
- Dasychira basigutta
- Dasychira basileus
- Dasychira basilinea
- Dasychira bata
- Dasychira batangensis
- Dasychira batoides
- Dasychira belessichares
- Dasychira bergmannii
- Dasychira betschi
- Dasychira bhana
- Dasychira bimaculata
- Dasychira bipunctata
- Dasychira blasphemia
- Dasychira blastema
- Dasychira bokuma
- Dasychira bonniwelli
- Dasychira brachycera
- Dasychira braueri
- Dasychira brevipennis
- Dasychira brunescens
- Dasychira brunnea
- Dasychira brunneicosta
- Dasychira brunneipicta
- Dasychira brunnescens
- Dasychira bryophilina
- Dasychira buinensis
- Dasychira burgessi
- Dasychira burtti
- Dasychira butleri
- Dasychira caeca
- Dasychira caeruleifascia
- Dasychira callipepla
- Dasychira callipluta
- Dasychira calliprepes
- Dasychira callista
- Dasychira callistoides
- Dasychira calocaloides
- Dasychira cameruna
- Dasychira cangia
- Dasychira canovirescens
- Dasychira capnora
- Dasychira cardinalli
- Dasychira carpenteri
- Dasychira castor
- Dasychira catadela
- Dasychira catori
- Dasychira caucasica
- Dasychira celaenica
- Dasychira cerebosa
- Dasychira cervina
- Dasychira chalcocrata
- Dasychira chalcoptera
- Dasychira chekiangensis
- Dasychira chera
- Dasychira chilophaea
- Dasychira chinensis
- Dasychira chloebapha
- Dasychira chlorista
- Dasychira chlorobasis
- Dasychira chloromorpha
- Dasychira chlorophila
- Dasychira chlororhina
- Dasychira chloroscia
- Dasychira cinctata
- Dasychira cinerea
- Dasychira cinnamomea
- Dasychira circumdata
- Dasychira citana
- Dasychira citronella
- Dasychira clathrata
- Dasychira clavis
- Dasychira clintonii
- Dasychira colini
- Dasychira collenettei
- Dasychira complicata
- Dasychira compsa
- Dasychira compseuta
- Dasychira confinis
- Dasychira confusa
- Dasychira congia
- Dasychira conjuncta
- Dasychira conspersa
- Dasychira coreana
- Dasychira corticina
- Dasychira costiplaga
- Dasychira craniophorina
- Dasychira cratista
- Dasychira crecadia
- Dasychira crenulata
- Dasychira crucifera
- Dasychira cruda
- Dasychira cucullioides
- Dasychira curvivirgata
- Dasychira cyanea
- Dasychira cydista
- Dasychira cymata
- Dasychira cymatophorina
- Dasychira cyrteschata
- Dasychira cyrtozona
- Dasychira daphne
- Dasychira daphnoides
- Dasychira dasymalla
- Dasychira dasynota
- Dasychira dehra
- Dasychira delicata
- Dasychira demaculata
- Dasychira denudata
- Dasychira deplagiata
- Dasychira diaereta
- Dasychira didyma
- Dasychira diluta
- Dasychira dina
- Dasychira diplogramma
- Dasychira discjunctifascia
- Dasychira dolichoscia
- Dasychira dollmani
- Dasychira dorsipennata
- Dasychira eclipes
- Dasychira ecscota
- Dasychira eddela
- Dasychira elaeochroa
- Dasychira elegans
- Dasychira elgonensis
- Dasychira ella
- Dasychira embrithes
- Dasychira emphanipoda
- Dasychira endophaea
- Dasychira enneaphora
- Dasychira eremita
- Dasychira erubescens
- Dasychira esthlopis
- Dasychira etscheli
- Dasychira eudela
- Dasychira euryptila
- Dasychira euthyzona
- Dasychira exigua
- Dasychira exitela
- Dasychira exoleta
- Dasychira extatura
- Dasychira extorta
- Dasychira fascelina
- Dasychira feminula
- Dasychira flava
- Dasychira flavimacula
- Dasychira fortunata
- Dasychira fulgetra
- Dasychira fumosa
- Dasychira fusca
- Dasychira fuscoplagiata
- Dasychira fuscula
- Dasychira galactina
- Dasychira gentilis
- Dasychira geoffreyi
- Dasychira georgiana
- Dasychira gigantea
- Dasychira glaucinoptera
- Dasychira glaucoptera
- Dasychira glaucozona
- Dasychira gloriosa
- Dasychira glovera
- Dasychira gloveroides
- Dasychira gnava
- Dasychira gonophora
- Dasychira gonophoroides
- Dasychira goodii
- Dasychira grammifera
- Dasychira grandidieri
- Dasychira grata
- Dasychira greeni
- Dasychira grisea
- Dasychira griseata
- Dasychira grisefacta
- Dasychira griseinubes
- Dasychira griseipennis
- Dasychira griveaudi
- Dasychira grossa
- Dasychira grotei
- Dasychira grundi
- Dasychira hadromeres
- Dasychira haigi
- Dasychira hampsoni
- Dasychira hastifera
- Dasychira hedilacea
- Dasychira hera
- Dasychira herbida
- Dasychira heringi
- Dasychira heringiana
- Dasychira hesychima
- Dasychira hieroglyphica
- Dasychira hirayamae
- Dasychira hodoepora
- Dasychira hoenei
- Dasychira horishanella
- Dasychira horrida
- Dasychira hughesi
- Dasychira hunanensis
- Dasychira hyloica
- Dasychira hylomima
- Dasychira hypertropa
- Dasychira hyperythra
- Dasychira hyphasma
- Dasychira hypnota
- Dasychira hypnotoides
- Dasychira hypochlora
- Dasychira hypocrita
- Dasychira ibele
- Dasychira iberica
- Dasychira ignotana
- Dasychira ila
- Dasychira ilesha
- Dasychira incerta
- Dasychira inconspicua
- Dasychira incristata
- Dasychira infima
- Dasychira infirma
- Dasychira innocens
- Dasychira innupta
- Dasychira interposita
- Dasychira invaria
- Dasychira iodnephes
- Dasychira isozyga
- Dasychira ithystropha
- Dasychira jacksoni
- Dasychira jankowskii
- Dasychira jefferyi
- Dasychira joiceyi
- Dasychira junctifascia
- Dasychira junki
- Dasychira kakiana
- Dasychira karafutonis
- Dasychira kaszabi
- Dasychira katanga
- Dasychira kausalia
- Dasychira kenricki
- Dasychira kerrvillei
- Dasychira kibarae
- Dasychira kikuchii
- Dasychira kivuensis
- Dasychira klajim
- Dasychira kosemponica
- Dasychira ladburyi
- Dasychira laeliopsis
- Dasychira lampra
- Dasychira lampropoda
- Dasychira laphyctes
- Dasychira larentina
- Dasychira lemmeri
- Dasychira lemuria
- Dasychira leucogramma
- Dasychira leucomene
- Dasychira leucophaea
- Dasychira leucopicta
- Dasychira leucopsaroma
- Dasychira leucostigmata
- Dasychira lichenodes
- Dasychira likiangensis
- Dasychira likilembae
- Dasychira lipara
- Dasychira locuples
- Dasychira longistriata
- Dasychira loxogramma
- Dasychira lulua
- Dasychira lunensis
- Dasychira lunulata
- Dasychira luteolata
- Dasychira macnultyi
- Dasychira macrodonta
- Dasychira maculata
- Dasychira magnalia
- Dasychira magnifica
- Dasychira mahoma
- Dasychira malgassica
- Dasychira manto
- Dasychira marginemaculata
- Dasychira marginenotata
- Dasychira marmor
- Dasychira matsumurae
- Dasychira melanoproctis
- Dasychira melanosticta
- Dasychira melarhina
- Dasychira melli
- Dasychira melochlora
- Dasychira meridionalis
- Dasychira metathermes
- Dasychira migerrima
- Dasychira misana
- Dasychira miserata
- Dasychira mkattana
- Dasychira mniara
- Dasychira mniodes
- Dasychira modesta
- Dasychira moerens
- Dasychira montana
- Dasychira moszkowskii
- Dasychira motojondensis
- Dasychira mulleri
- Dasychira multilinea
- Dasychira multilineata
- Dasychira multipunctis
- Dasychira muscosa
- Dasychira nachiensis
- Dasychira nebulifera
- Dasychira nigirica
- Dasychira nigridisca
- Dasychira nigristriata
- Dasychira nigrita
- Dasychira nigritula
- Dasychira nigrocristata
- Dasychira nigrofascia
- Dasychira nigroplagata
- Dasychira nigrosparsata
- Dasychira nigrostriata
- Dasychira ninae
- Dasychira nioka
- Dasychira nivalis
- Dasychira noctuaeformis
- Dasychira nolana
- Dasychira nora
- Dasychira nosivola
- Dasychira notia
- Dasychira notodontina
- Dasychira nox
- Dasychira nubifera
- Dasychira nubifuga
- Dasychira nubilata
- Dasychira nyctopa
- Dasychira obliqua
- Dasychira obliqualinea
- Dasychira obliquata
- Dasychira obliquilinea
- Dasychira obscura
- Dasychira obsoletissima
- Dasychira ocellifera
- Dasychira ochorhabda
- Dasychira ochreoguttata
- Dasychira octophora
- Dasychira olearia
- Dasychira olga
- Dasychira olivacea
- Dasychira olsoufieffae
- Dasychira omissa
- Dasychira omodepseta
- Dasychira ooidophera
- Dasychira ophiodes
- Dasychira ophthalmodes
- Dasychira orgyioides
- Dasychira oribates
- Dasychira orimba
- Dasychira orphnina
- Dasychira orthogramma
- Dasychira ostracina
- Dasychira oxydata
- Dasychira oxygnatha
- Dasychira pais
- Dasychira pallida
- Dasychira pallidior
- Dasychira parallela
- Dasychira partita
- Dasychira pashtuna
- Dasychira pastor
- Dasychira pectinata
- Dasychira pelodes
- Dasychira perdita
- Dasychira perelegans
- Dasychira perfida
- Dasychira perinetensis
- Dasychira perissa
- Dasychira phaea
- Dasychira phaedropoda
- Dasychira phaeogramma
- Dasychira phaeosticta
- Dasychira phaleroides
- Dasychira phasiana
- Dasychira phenax
- Dasychira pheosia
- Dasychira phloeobares
- Dasychira phloeodes
- Dasychira phoca
- Dasychira phylax
- Dasychira pilodes
- Dasychira pini
- Dasychira pinicola
- Dasychira pinodes
- Dasychira pista
- Dasychira plagiata
- Dasychira plagosa
- Dasychira planozona
- Dasychira platyptera
- Dasychira plesia
- Dasychira plotzi
- Dasychira pluto
- Dasychira poecila
- Dasychira polia
- Dasychira polioides
- Dasychira polioleuca
- Dasychira poliotis
- Dasychira pollux
- Dasychira polyploca
- Dasychira polysphena
- Dasychira porphyrea
- Dasychira postalba
- Dasychira postfusca
- Dasychira postpura
- Dasychira problema
- Dasychira problematica
- Dasychira procincta
- Dasychira proleprota
- Dasychira proletaria
- Dasychira prospera
- Dasychira protecta
- Dasychira pryeri
- Dasychira psara
- Dasychira pseudabietis
- Dasychira pseudosatanas
- Dasychira psolobalia
- Dasychira psolostigma
- Dasychira pudica
- Dasychira pulchra
- Dasychira punctifera
- Dasychira pustulifera
- Dasychira pyrosoma
- Dasychira pyrsonota
- Dasychira pytna
- Dasychira quinquepunctata
- Dasychira rana
- Dasychira renominata
- Dasychira rhabdogonia
- Dasychira rhabdota
- Dasychira rhopalum
- Dasychira robleti
- Dasychira robusta
- Dasychira rocana
- Dasychira ruandana
- Dasychira rubricosta
- Dasychira rubrifilata
- Dasychira ruptilinea
- Dasychira sagittiphora
- Dasychira saitonella
- Dasychira saitonis
- Dasychira sakaraha
- Dasychira salangi
- Dasychira salomonensis
- Dasychira sanguinea
- Dasychira satanas
- Dasychira satelles
- Dasychira saussurei
- Dasychira scaea
- Dasychira sciodes
- Dasychira scotina
- Dasychira scurra
- Dasychira seitzi
- Dasychira selene
- Dasychira semicirculosa
- Dasychira semlikiensis
- Dasychira semotheta
- Dasychira simiolus
- Dasychira solida
- Dasychira solitaria
- Dasychira sordida
- Dasychira soyensis
- Dasychira sphalera
- Dasychira sphaleroides
- Dasychira sphenosema
- Dasychira spiruchta
- Dasychira statheuta
- Dasychira stauropoides
- Dasychira stegmanni
- Dasychira striata
- Dasychira strigata
- Dasychira strigidentata
- Dasychira stygis
- Dasychira styx
- Dasychira subflava
- Dasychira sublutescens
- Dasychira subnigra
- Dasychira subnigropunctata
- Dasychira subochracea
- Dasychira subviridis
- Dasychira suisharyonis
- Dasychira suzukii
- Dasychira symbolum
- Dasychira taberna
- Dasychira taiwana
- Dasychira taiwanensis
- Dasychira takamukuana
- Dasychira tarowanensis
- Dasychira tenebrosa
- Dasychira tephra
- Dasychira tessmanni
- Dasychira thanatos
- Dasychira theata
- Dasychira thermoplaga
- Dasychira thersites
- Dasychira thika
- Dasychira thomensis
- Dasychira thwaitesii
- Dasychira thysanoessa
- Dasychira thysanogramma
- Dasychira ticana
- Dasychira titan
- Dasychira topica
- Dasychira torniplaga
- Dasychira trimaculata
- Dasychira triphyllobapta
- Dasychira triselena
- Dasychira tristis
- Dasychira tristrigata
- Dasychira umbra
- Dasychira umbrata
- Dasychira umbrensis
- Dasychira umbricolora
- Dasychira unicolor
- Dasychira unilineata
- Dasychira ursina
- Dasychira uteles
- Dasychira vagans
- Dasychira wandammena
- Dasychira vaporata
- Dasychira variegata
- Dasychira whitei
- Dasychira vibicipennis
- Dasychira viettei
- Dasychira wilemani
- Dasychira vilis
- Dasychira willingi
- Dasychira virescens
- Dasychira virginea
- Dasychira viridipallens
- Dasychira viridis
- Dasychira voiolacea
- Dasychira xanthochroma
- Dasychira xylopoecila
- Dasychira yatonga
- Dasychira yunnanensis
- Dasychira zena
- Dasychira zonobathra

## Bildgalleri

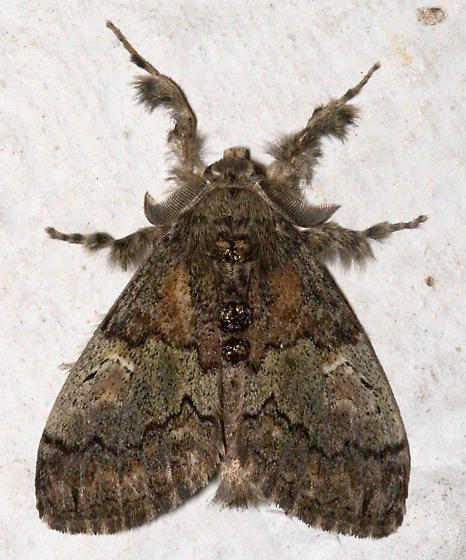